# Sukhoi Su-9
O Sukhoi Su-9 (Designação OTAN: Fishpot) foi uma aeronave monomotora de interceptação desenvolvido pela União Soviética.

## Desenvolvimento
O Su-9 surgiu a partir de estudos aerodinâmicos feitos pelo TsAGI, o centro aerodinâmico soviético, durante a Guerra da Coreia, que concebeu várias configurações ideais para caças. O projeto voou pela primeira vez em 1956, conhecido como T-405. O Su-9 foi desenvolvido na mesma época do Su-7 "Fitter", e ambos foram vistos pela primeira vez pelo ocidente no Dia da Aviação em Tushino, no dia 24 de Junho de 1956, onde o Su-9 foi apelidado de Fitter-B. Entrou em serviço no ano de 1959.
A produção total de Su-9 foi de aproximadamente 1.100 aeronaves. Acredita-se que pelo menos alguns Su-9 foram atualizados para o Su-11 "Fishpot-C". Nenhuma aeronave deste modelo foi exportado para qualquer estado cliente da União Soviética ou para as nações do Pacto de Varsóvia. Os Su-9 e Su-11 foram posteriormente retirados de serviço durante a década de 1970. Alguns permaneceram como veículos de teste ou convertidos para veículos pilotados remotamente para uso como VANTs. Foi substituído pela versão atualizada Su-11 e os muito superiores Su-15 "Flagon" e MiG-25 "Foxbat".
Não há histórico de combate conhecido para o "Fishpot". É possível que tenha se envolvido na interceptação (ou abatimento) de missões de reconhecimento cujos detalhes permanecem confidenciais, mas nada é publicamente admitido.
Foi relatado que um Su-9 se envolveu na interceptação do Lockheed U-2 de Francis Gary Powers em território soviético em 1 de Maio de 1960. Um Su-9 que acabara de ser fabricado estava em voo de translado próximo ao U-2 de Powers. O Su-9 estava desarmado e foi ordenado que atingisse o U-2. Uma tentativa foi feita e o Su-9 errou o U-2, primariamente devido a diferença de velocidade das duas aeronaves. Não foi realizada outra tentativa devido à falta de combustível do Su-9.
Em 4 de Setembro de 1959 um Su-9 modificado (designado T-431 pela Sukhoi) pilotado por Vladimir Sergeievitch Ilyushin atingiu o recorde mundial de altura absoluta, a 28.852 m (94.658 ft). Em novembro do mesmo ano Ilyushin atingiu vários recordes de velocidade/altitude na mesma aeronave. Este recorde foi posteriormente alcançado em 6 de Dezembro de 1959 por Lawrence E. Flint, Jr., que alcançou uma altura de 98.557 ft (30.040 m) em um F4H-1 Phantom.

## Projeto

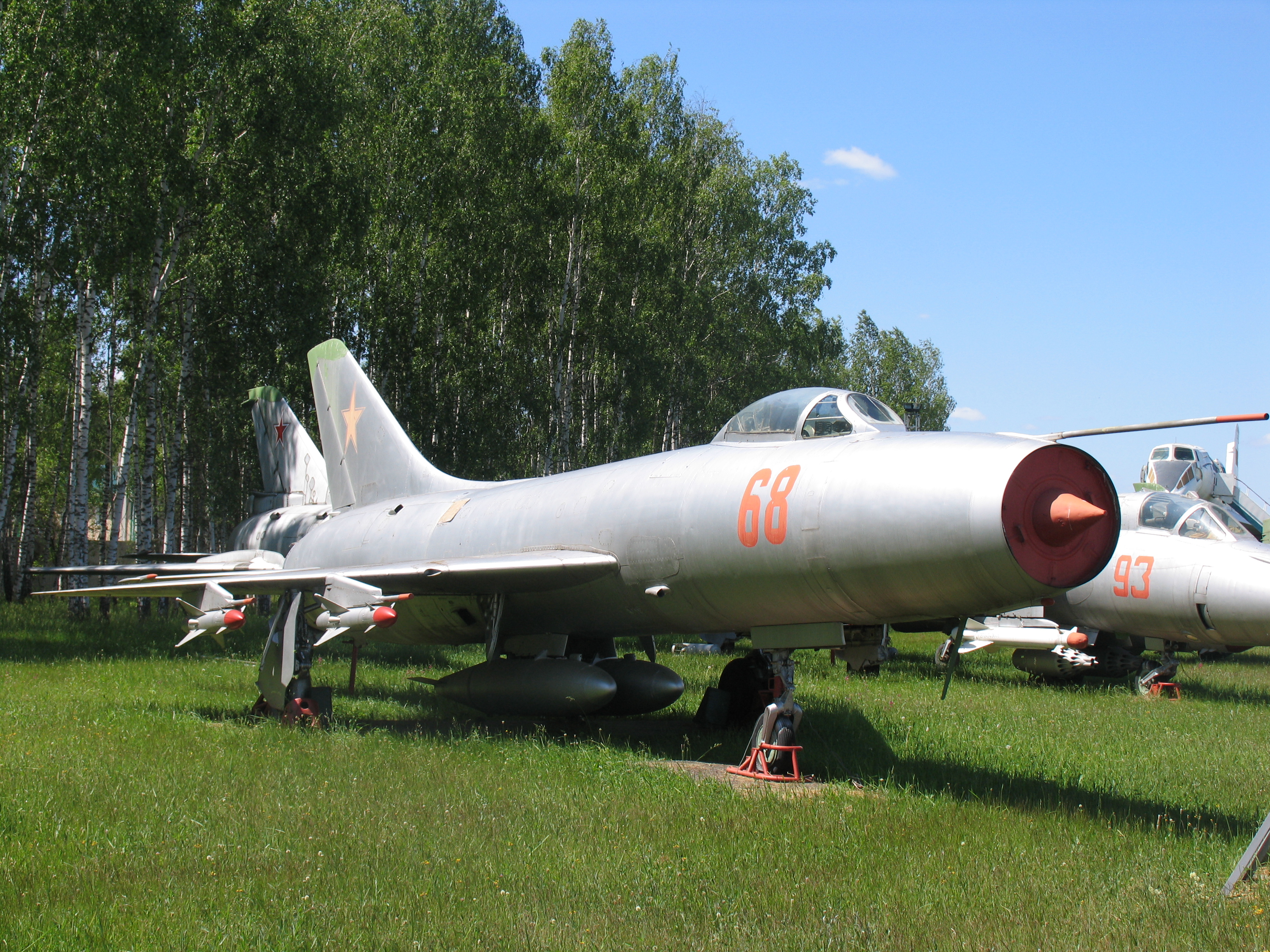
Sukhoi Su-9 no Museu de Monino

A fuselagem e cauda do Su-9 relembram o Su-7, mas ao invés de possuírem a asa enflechada desta aeronave, o "Fishpot" utilizaca uma asa em delta a 53° com um stabilator convencional. Compartilhava uma série de recursos da Sukhoi, como o freio aerodinâmico na parte de trás da fuselagem além do motor turbojato Lyulka AL-7 do Su-7 e sua entrada de ar. O cone de choque (no nariz) continha os equipamentos de radar.
O Su-9 foi desenvolvido de trabalhos em uma aeronave experimental designada T-3, com a qual o Su-9 era praticamente idêntico. Internamente na Sukhoi, o Su-9 era conhecido como T-43.
A asa em delta do Su-9 foi adotada devido a seu menor arrasto no regime de voo supersônico. Seu maior volume também permitiu um aumento na capacidade de combustível se comparado ao Su-7. O Su-9 era capaz de atingir Mach 1.8 em altitude ou cerca de Mach 1.14 com mísseis. Sua fração de combustível permaneceu mínima, entretanto, o raio operacional era limitado. Além disso, as velocidades de decolagem eram ainda maiores que as do Su-7, que já eram de 360 km/h (194 kt). Diferente do Su-7, que tinha controles muito pesados mas características dóceis, o "Fishpot" tinha controles leves e com resposta rápida, mas não aceitava erros do piloto.
O Su-9 tinha um radar primitivo R1L (Designação OTAN "High Fix") no cone de choque e era armado com quatro mísseis ar-ar K-5 (AA-1 "Alkali"). Como todos os mísseis baseados em radar, o K-5 era limitado a ponto de ser quase inútil para combate ar-ar. Diferente do Su-7 e posterior Su-15, o Su-9 não tinha canhões apesar dos dois pilones da fuselagem serem reservados para tanques ejetáveis.
Uma versão de treinamento com dois assentos, designada Su-9U, foi também produzida em número limitado (cerca de 50 aeronaves). Recebeu a designação OTAN "Maiden". Tinha armamento completo e sistema de radar com monitores em ambas as cabines, permitindo aos alunos treinarem todos os aspectos de uma missão de interceptação, mas pelo fato de adicionar uma cabine, reduzia-se muito sua capacidade de combustível, não sendo possível sua utilização em combate.
O Su-9 tem sido frequentemente confundido com o MiG-21 devido às suas várias similaridades. Os fatores primários de distinção são o tamanho e o canopy em bolha do Su-9.

## Variantes
T-405
Protótipo do Su-9.
Su-9
Versão principal de produção, com cerca de 1.100 aeronaves construídas.
Su-9U
Versão de treinamento, armado e equipado com todos os sistemas operacionais, mas não pronto para combate. Cerca de 50 aeronaves construídas.
T-431
Su-9 modificado para bater o recorde mundial de altura absoluta em 1962.
Sukhoi Su-11
Desenvolvimento do Su-9.

## Operadores
União Soviética
- Forças de Defesa Aérea Soviética

894º Regimento de Aviação de Caça, Ozernoye, Ucrânia, de 1959 a 1979.